# 羅夫人 (北魏)
罗夫人（5世紀—514年），河南郡洛阳县人，使持节、侍中、镇东将军、青州刺史罗云之女，北魏孝文帝拓跋宏的妃子，封夫人（高級妃嬪）。

## 生平
羅氏為元宏生了兩個兒子元怿（生于487年）、元悦（生于494年）。499年元宏死，遺詔賜死皇后馮氏，但所有妃嬪皆放回家。而在太和二十一年（497年）长子元怿已封清河王，故又被称为清河王太妃。元怿妻子亦为河南罗氏。
延昌三年（514年）下半年，羅氏去世，她的大兒子元怿表求申齐衰三年，群臣以羅氏已非宮妃，但猶是清河王之母，爭辯良久。最終元恪下詔：“比决清河国臣为君母服期，以礼事至重，故追而审之。今更无正据，不可背章生条。但君服既促，而臣服仍远。礼缘人情，遇厌须变服。可还从前判，既葬除之。”